# Liste des évêques de Salina
La liste des évêques de Salina répertorie les évêques de Concordia, puis de Salina après le transfert du siège en 1944. Ces deux villes sont situées dans l'État américain du Kansas.
Le diocèse de Concordia (Dioecesis Concordiensis) a été fondé le 2 août 1887, par détachement de celui de Leavenworth. Il change de nom le 23 décembre 1944 à la suite du transfert du siège pour devenir le diocèse de Salina (Dioecesis Salinensis).

## Évêques
- 9 août 1887-30 janvier 1891 : Richard Scannell, évêque de Concordia.
- 14 mai 1898-† 23 juin 1919 : John Cunningham (John Francis Cunningham), évêque de Concordia.
- 16 décembre 1920-11 juin 1938 : Francis Tief (Francis Joseph Tief), évêque de Concordia.
- 24 août 1938-† 21 mai 1957 : Francis Thill (Francis Augustine Thill), évêque de Concordia, puis de Salina (23 décembre 1944).
- 10 octobre 1957-30 décembre 1964 : Frédérick Freking (Frédérick William Freking)
- 14 avril 1965-† 4 octobre 1979 : Cyril Vogel (Cyril John Vogel)
- 5 mars 1980-20 décembre 1983 : Daniel Kucera (Daniel William Kucera)
- 28 mars 1984-21 octobre 2004 : George Fitzsimons (George Kinzie Fitzsimons)
- 21 octobre 2004-16 décembre 2010 : Paul Coakley (Paul Stagg Coakley)
- 16 décembre 2010-6 février 2012 : siège vacant
- 6 février 2012-3 octobre 2017 : Edward Weisenburger (Edward John Weisenburger)
- depuis le 13 juin 2018[1] : Gerald Vincke

### Sources
- Fiche du diocèse sur le site catholic-hierarchy.org